# Лодердейл (город, Миннесота)
Лодердэйл (англ. Lauderdale) — город в округе Рамси, штат Миннесота, США. На площади 1,1 км² (1,1 км² — суша, водоёмов нет), согласно переписи 2002 года, проживают 2364 человека. Плотность населения составляет 2161,1 чел./км².
- Телефонный код города — 651
- Почтовый индекс — 55108, 55113
- FIPS-код города — 27-35738[1]
- GNIS-идентификатор — 0646521[2]